# Mayra Santos-Febres

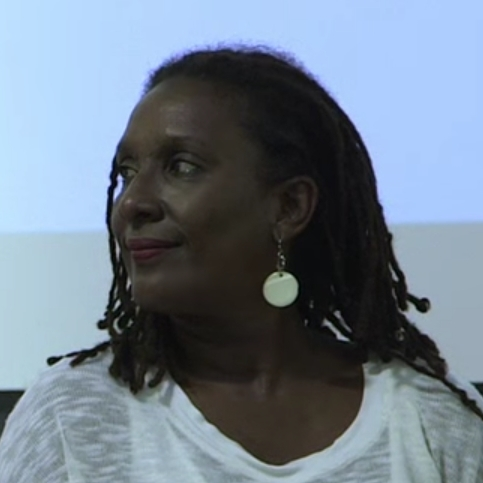
Santos-Febres em 2015

Mayra Santos-Febres (nascida em 1966 em Carolina, Porto Rico) é uma autora, poeta, romancista, professora de literatura, ensaísta e crítica literária porto-riquenha. Seus pais eram professores que lhe incutiram a paixão pela literatura mas sua motivação para continuar foi sua professora da sétima série Ivone Sanavitis. Seu trabalho foca principalmente nos temas da identidade da diáspora africana, sexualidade feminina, o erótico, fluidez de gênero, desejo e poder. Ela também publicou livros infantis. Seu trabalho foi fundamental para a chegada de novos escritores jovens em Porto Rico. Ela é também uma ativista comunitária que ajuda a levar livros e histórias para crianças menos afortunadas.

## Educação e trabalho acadêmico
Santos-Febres completou sua graduação na Universidade de Porto Rico e detém um título de mestre em artes e um um de doutora em filosofia (1991) pela Universidade Cornell e já foi professora visitante em Harvard e em Cornell. Ela já teve trabalhos publicados em diversas revistas internacionais: Casa de las Américas em Cuba, Página Doce na Argentina, Revue Noire na França e Review: Latin American Literature and Arts, em Nova Iorque. Seu trabalho já foi traduzido para o francês, inglês, alemão e italiano e é ensinado em várias universidades dos Estados Unidos.
Santos-Febres atualmente leciona na Universidade de Porto Rico, Campus Río Pedras e é a Diretora Executiva do Festival da Palavra em Porto Rico.

## Trabalho literário
Em 1991, Santos-Febres publicou suas primeiras duas coletâneas de poesia, Anamu y manigua e El orden escapado, para aclamação da crítica. Em 1994, Santos-Febres ganhou o prêmio de literatura Letras de Oro por sua coletânea de pequenos contos Pez de Vidrio. "Oso Blanco", um conto dessa coletânea, também ganhou o Prêmio Juan Rulfo em 1996. Pez de Vidrio contém 15 histórias curtas sobre as complicadas relações entre desejo sexual, raça, identidade, status social e político na sociedade caribenha moderna.
Seu primeiro romance, Sirena Selena vestida de pena, focado na vida de uma drag queen adolescente que trabalha nas ruas e tem um talento para cantar boleros, foi finalista do Premio Rómulo Gallegos de Romance.
Suas publicações mais recentes incluem uma coletânea de ensaios chamada Sobre piel y paper, bem como um romance sobre Isabel la Negra, titulado Nuestra Señora de la Noche.
O romance mais recente de Santos-Febres é La amante de Gardel (2015).